# Tentamon (XX dinastia)
Tentamon (fl. XII-XI secolo a.C.) è stata una regina egizia della XX dinastia.
Probabilmente fu la sposa di Ramses XI, ultimo faraone della XX dinastia (1185 a.C. al 1078 a.C. circa). Ebbero due figlie Duathathor-Henuttaui e Tentamon, anch'esse regine nella successiva dinastia. Per i matrimoni delle figlie, questa Tentamon divenne madre di due regine e quindi suocera del faraone Smendes e del Primo Profeta di Amon Pinedjem I, il quale avocherà a sé i titoli reali sfruttando la propria carica sacerdotale divenuta influentissima.
Tentamon è menzionata nel papiro funebre rinvenuto con la mummia della figlia, la sovrana Duathathor-Henuttaui, che fu sposa di Pinedjem I. 
Il nome di Tentamon è, anche, inscritto all'interno del cartiglio reale. Nel medesimo papiro, il nome del padre della regina è registrato come Nebseni.

## Titoli
- Regina consorte d'Egitto
- Grande Sposa Reale